# おいでなさい
おいでなさい（来い来い拳）は、狐拳に同じ狐・猟師・庄屋の三すくみの関係を用いた拳遊びの一種である。
勝った方が「おいでなさい（または「来い来い来い）」と三度手招きをしながらいうと、負けたほうが「ヘイヘイヘイ」と三度おじぎする。これを大勢で向かい合わせに座って三人抜き、五人抜きになるまで続ける。

## 掛け声
「ヨイヨイヨイ来た、ヨイサノ、アイコで、ヨヤサノオイデナサイ」